# Jan Eskymo Welzl
Jan Eskymo Welzl (ur. 15 sierpnia 1868 w Zábřehu, zm. 19 września 1948 w Dawson City) – czeski podróżnik i gawędziarz. Jego opowieści zainspirowały kilku czeskich pisarzy i twórców postaci Járy Cimrmana. Kontrowersje wywołały jego opisy pobytu na wyspie Nowa Syberia, skrytykowane np. przez Vilhjalmura Stefanssona.

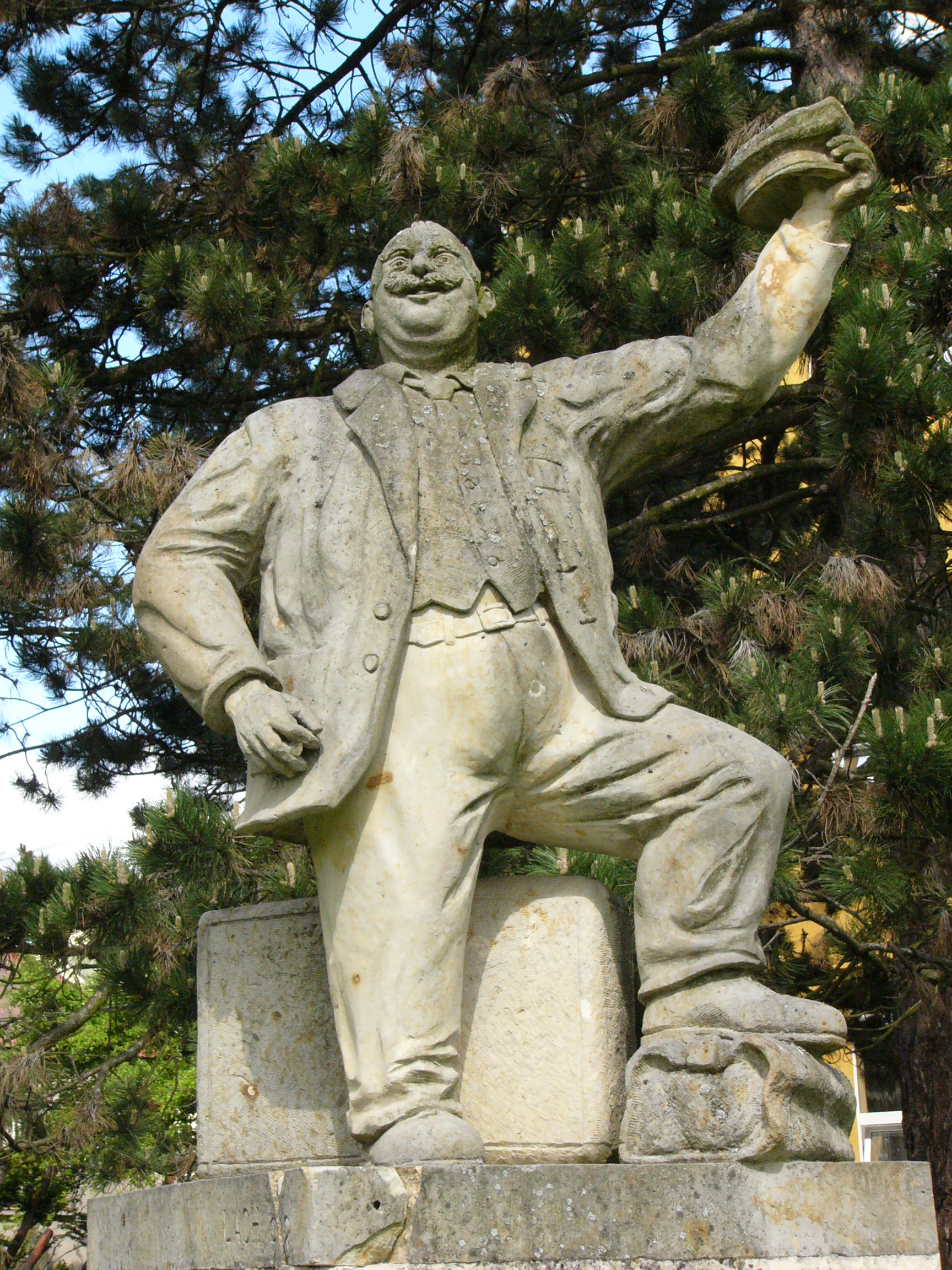
Pomnik Jana Eskymo Welzla w Zábřehu

## Literatura
- Rudolf Těsnohlídek podle Welzlových zápisků a dopisů pro tisk: Paměti českého polárního lovce a zlatokopa, 1928
- Bedřich Golombek, Edvard Valenta na základě vyprávění Jana Welzla: Třicet let na zlatém severu
- Bedřich Golombek, Edvard Valenta na základě vyprávění Jana Welzla: Po stopách polárních pokladů
- Bedřich Golombek, Edvard Valenta: Trampoty eskymáckého náčelníka v Evropě
- Bedřich Golombek, Edvard Valenta na základě vyprávění Jana Welzla: Ledové povídky Eskymo Welzla
- Rudolf Krejčí: Cesta kolem světa 1893–1898 / Jan Welzl ISBN 80-7185-132-9
- Petr Sís, Podivuhodný příběh Eskymo Welzla, ISBN 80-7185-022-5
- Svatava Morávková, Anna Nováková, Čtení o neobyčejných cestách Jana Eskymo Welzla. Nakl. ISBN 80-7185-628-2
- Jan Welzl, Hrdinové ledového moře, ISBN 80-86362-42-6
- Jaroslav Vecka, Tulák z pohledu trampa.
- O hledači absolutní svobody, ISBN 80-86362-78-7